# 阿普頓 (密蘇里州)
阿普頓（英語：Upton）是位於美國密蘇里州德克薩斯縣的非建制地區。

## 歷史
阿普頓的郵局於1907年設立，其後於1975年停運。

## 地理
阿普頓所處的海拔為高於海平面436米（即1431英呎），而該地所採用的時區為UTC-6，即北美中部時區（CST）。同時該地設有夏令時間，為UTC-6調快一小時，即UTC-5（CDT）。